# Uganda külföldi kapcsolatai

## Általános kapcsolatok
Mivel Uganda egy tengerparttal nem rendelkező ország, gazdasága nagyban függ az importoktól.
A függetlenedés előtt, a gyarmatok idején a külkereskedelmet az Indiai-óceánon bonyolították hajóval. Az árukat a világ minden tájáról Mombasa kikötőjébe szállították az árukat, onnan pedig közúton vitték Kampalába. Ezért a 20. század első felében Kenya volt a legfontosabb partnere Ugandának.
A függetlenedés után néhány évre javultak a kapcsolatok a kétpólusú világ nagyhatalmaival. Például Moszkvában 1964-ben, Washingtonban pedig 1970-ben épült meg a nagykövetség. Ezekkel a lépésekkel javult Uganda megítélése.
Ám amikor 1971-ben Idi Amin puccsal átvette az irányítást, számos olyan lépést tett, amelyekkel rontotta a kapcsolatokat. Ilyen volt például az 1976 júniusában megtörtént Tel-Avivi repülőgép irányának eltérítése, vagy hogy 300 000 embert ok nélkül megöletett.
1979 óta viszont javuló tendenciát mutat Uganda hírneve, ennek függvényében több támogatáshoz is jut.

## Nagykövetségek

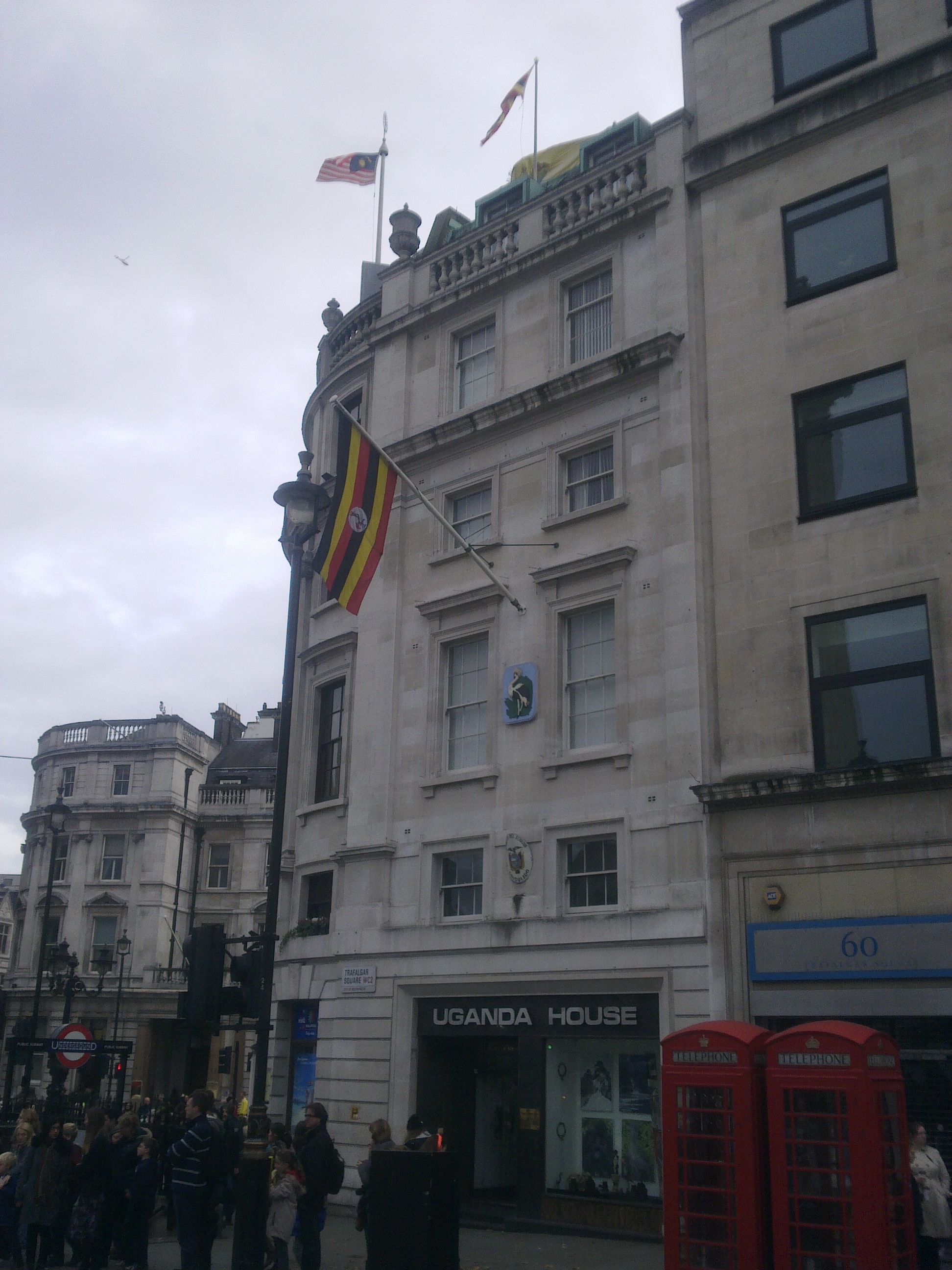
Az ugandai "ház" Londonban

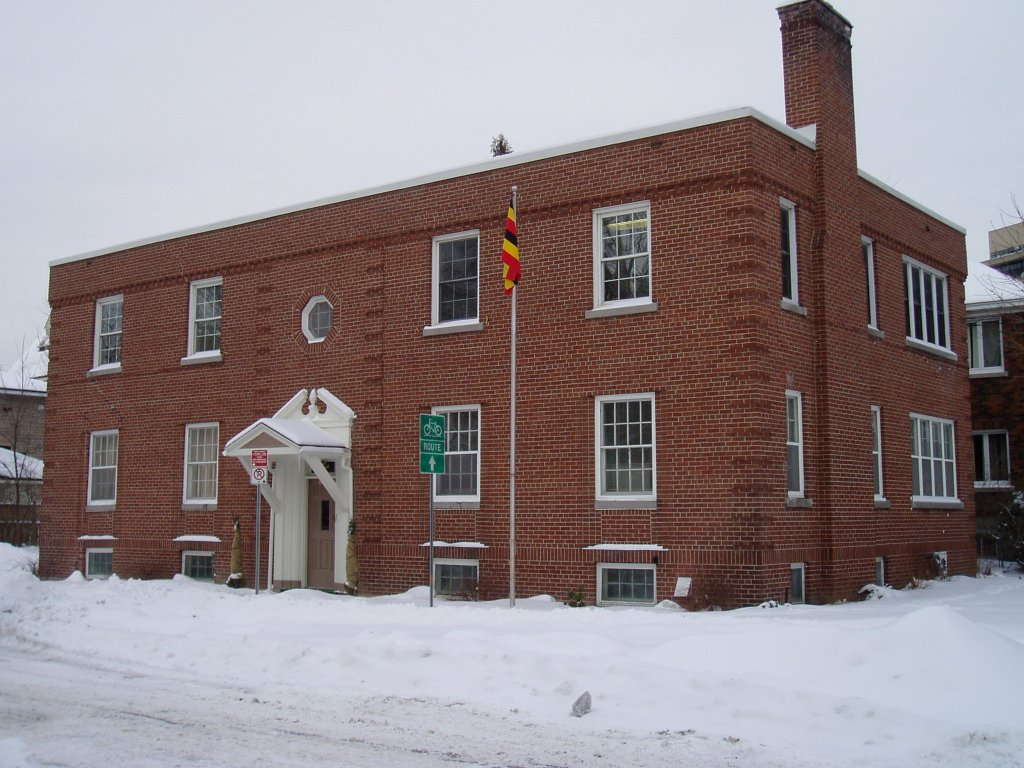
Az ugandai nagykövetség, Ottawa

| Ország                          | Város          |
| Afrika                          | Afrika         |
| ------------------------------- | -------------- |
| Burundi                         | Bujumbura      |
| Dél-afrikai Köztársaság         | Pretoria       |
| Dél-Szudán                      | Juba           |
| Egyiptom                        | Kairó          |
| Etiópia                         | Addisz-Abeba   |
| Kenya                           | Nairobi        |
| Kongói Demokratikus Köztársaság | Kinshasa       |
| Líbia                           | Tripoli        |
| Nigéria                         | Abuja          |
| Ruanda                          | Kigali         |
| Szomália                        | Mogadishu      |
| Szudán                          | Kartúm         |
| Tanzánia                        | Dar es-Salaam  |
| Amerika                         |                |
| Kanada                          | Ottawa         |
| USA                             | Washington     |
| Ausztrália                      |                |
| Ausztrália                      | Canberra       |
| Ázsia                           |                |
| Egyesült Arab Emírségek         | Abu-Dzabi      |
| India                           | Delhi          |
| Irán                            | Teherán        |
| Japán                           | Tokió          |
| Kína                            | Peking, Kanton |
| Szaúd-Arábia                    | Rijád          |
| Törökország                     | Ankara         |
| Európa                          |                |
| Belgium                         | Brüsszel       |
| Dánia                           | Koppenhága     |
| Egyesült Királyság              | London         |
| Franciaország                   | Párizs         |
| Németország                     | Berlin         |
| Olaszország                     | Róma           |
| Oroszország                     | Moszkva        |

| Ország                          | Város   |
| Afrika                          | Afrika  |
| ------------------------------- | ------- |
| Algéria                         | Kampala |
| Burundi                         | Kampala |
| Dél-afrikai Köztársaság         | Kampala |
| Dél-Szudán                      | Kampala |
| Egyiptom                        | Kampala |
| Etiópia                         | Kampala |
| Kenya                           | Kampala |
| Kongói Demokratikus Köztársaság | Kampala |
| Líbia                           | Kampala |
| Nigéria                         | Kampala |
| Nyugat-Szahara                  | Kampala |
| Ruanda                          | Kampala |
| Szomália                        | Kampala |
| Szudán                          | Gulu    |
| Tanzánia                        | Kampala |
| Amerika                         |         |
| Kuba                            | Kampala |
| Trinidad és Tobago              | Kampala |
| USA                             | Kampala |
| Ázsia                           |         |
| Dél-Korea                       | Kampala |
| Egyesült Arab Emírségek         | Kampala |
| Észak-Korea                     | Kampala |
| Irán                            | Kampala |
| India                           | Kampala |
| Japán                           | Kampala |
| Kína                            | Kampala |
| Srí Lanka                       | Kampala |
| Szaúd-Arábia                    | Kampala |
| Törökország                     | Kampala |
| Európa                          |         |
| Belgium                         | Kampala |
| Dánia                           | Kampala |
| Egyesült Királyság              | Kampala |
| Európai Unió                    | Kampala |
| Franciaország                   | Kampala |
| Hollandia                       | Kampala |
| Írország                        | Kampala |
| Izland                          | Kampala |
| Németország                     | Kampala |
| Norvégia                        | Kampala |
| Olaszország                     | Kampala |
| Oroszország                     | Kampala |
| Svédország                      | Kampala |
| Vatikán                         | Kampala |